# Никита Глазовски
Никита Фьодорович Глазовски (на руски: Никита Фёдорович Глазовский) е руски географ и еколог, доктор на географските науки (1985), професор (1987), член-кореспондент на Руската академия на науките (1997). Специалист в областта на опазването на околната среда, използването на природните ресурси и геохимия на ландшафтите.

## Биография
Роден е на 17 август 1946 г. в Алма Ата, Казахстанска ССР, СССР. Баща му е глациологът Андрей Глазовски, а майка му е почвоведката Мария Глазовска. През 1969 г. завършва Московския държавен университет. Работи в Географския факултет на Московския държавен университет. През 2004 г. става първият председател на Съвета на Световния фонд за природата в Русия.
Заместник-председател е на Международния географски съюз, заместник-директор на Института по география на Руската академия на науките, директор на регионалната международна програма „Лидери в областта на околната среда и развитието“.
Умира на 20 ноември 2005 г. в Москва.

## Научни трудове
- Геохимический анализ почвеного покрова степей и пустынь. – М., 1979 (в соавт. с И. В. Ивановым);
- Современное соленакопление в аридных областях. – М., 1987;
- Аральский кризис: причины возникновения и пути выхода. – М., 1990.
- Миграция населения в странах СНГ, связанная с опустыниванием и засухой. – М., 2000 (в соавт.);
- Современные подходы к оценке устойчивости биосферы и развитие человечества // Почвы, биогеохимические циклы и биосфера. – М., 2004;
- Социальное, экономическое и экологическое значение сельского хозяйства // Устойчивое развитие сельского хозяйства и сельских территорий. Зарубежный опыт и проблемы России. – М., 2005.
- Геохимические потоки в биосфере // Избр. труды в 2 томах. Т. 1. – М., 2006.